# Talos de Esparta
Talos de Esparta (Lo scudo di Talos) es una novela escrita en 1988 por el escritor italiano Valerio Massimo Manfredi, (trad. Celia Filipetto), en la que mezcla la ficción con la historia del antiguo pueblo espartano durante las guerras médicas (guerras entre griegos y persas durante el siglo V a. C.). El adjetivo «médicas» se debe a que los griegos usaban los términos «medo» y «persa» como sinónimos, a pesar de que Media (Oriente Medio) era en realidad una región contigua a Persia sometida a su imperio.
He aquí una breve nota de la trama del libro: Aristarcos, noble espartano, ha tenido un segundo hijo, Talos, débil y enfermizo y, como ordena la tradición, ha de abandonarlo en el monte Taigeto como un sangriento tributo a los lobos. Pero un viejo ilota, miembro del orgulloso pueblo que habitaba las tierras de Esparta y ahora sometido a la esclavitud, rescatará al niño y le educará en las antiguas creencias ilotas: un día no muy lejano la profecía se cumplirá y el último rey ilota, Aristodemo, volverá embutido en su flamante armadura para liberar a su pueblo.
La primera vez que Talos se encuentra con su hermano Brito, miembro de la élite guerrera espartana, será para defender el honor de la mujer que ama. Pero el destino les depara mayores empresas, pues ambos tendrán que luchar codo con codo contra los persas que amenazan las fronteras de las ciudades-estado griegas. Y, tras la guerra, Talos aún tendrá otra misión que cumplir...
Las guerras médicas, la famosa batalla de las Termópilas y la revuelta de los ilotas son los hechos históricos que aderezan Talos de Esparta, una magnífica fábula sobre el regreso a los orígenes.

"Manfredi nos lleva de nuevo a la belleza y a la brutalidad, a la nobleza y la crueldad de la Grecia Antigua, y en el camino nos regala una excelente visión de las raíces de nuestra civilización". 
 Michael Curtis Ford 

- Datos: Q3835840